# Tüskéscápa-alakúak
A tüskéscápa-alakúak (Squaliformes) a porcos halak (Chondrichthyes) osztályának egy rendje.  7 család és  99 faj tartozik a rendbe.

## Rendszerezés
A rend az alábbi családokat, nemeket és fajokat foglalja magában.
- Centrophoridae (Bleeker, 1859) – 2 nem tartozik a családhoz
  - Centrophorus (Müller & Henle, 1837) – 10 faj
    - Centrophorus acus
    - közönséges tüskéscápa (Centrophorus granulosus)
    - Centrophorus harrissoni
    - kisúszójú tüskéscápa (Centrophorus lusitanicus)
    - Centrophorus machiquensis
    - Centrophorus moluccensis
    - Centrophorus niaukang
    - érdes tüskéscápa (Centrophorus squamosus)
    - Centrophorus tessellatus
    - kis tüskéscápa (Centrophorus uyato)

  - Deania (Jordan & Snyder, 1902) – 4 faj
    - madárcsőrű macskacápa (Deania calcea)
    - Deania hystricosa
    - Deania profundorum
    - Deania quadrispinosum

- Dalatiidae (Grey, 1851) – 7 nem tartozik a családhoz
  - Dalatias (Rafinesque, 1810) – 1 faj
    - búvárcápa (Dalatias licha)

  - Euprotomicroides (Hulley & Penrith, 1966) – 1 faj
    - Euprotomicroides zantedeschia

  - Euprotomicrus (Gill, 1865) – 1 faj
    - Euprotomicrus bispinatus

  - Heteroscymnoides (Fowler, 1934) –  1faj
    - Heteroscymnoides marleyi

  - Isistius (Gill, 1865) – 2 faj
    - világítócápa (Isistius brasiliensis)
    - Isistius plutodus

  - Mollisquama (Dolganov, 1984) – 1 faj
    - Mollisquama parini

  - Squaliolus (Smith & Smith, 1912) – 1 faj
    - törpe tüskéscápa (Squaliolus laticaudus)

- Echinorhinidae (Gill, 1862) – 1 nem tartozik a családhoz
  - Echinorhinus (Blainville, 1816) – 2 faj
    - ragyás cápa (Echinorhinus brucus)
    - Echinorhinus cookei

- Lámpáscápafélék (Etmopteridae) Fowler, 1934 – 5 nem tartozik a családhoz
  - Aculeola (de Buen, 1959) – 1 faj
    - Aculeola nigra

  - Centroscyllium (Müller & Henle, 1841) – 7 faj
    - Fekete tüskéscápa (Centroscyllium fabricii)
    - Centroscyllium granulatum
    - Centroscyllium kamoharai
    - Centroscyllium nigrum
    - Centroscyllium ornatum
    - Centroscyllium ritteri
    - Centroscyllium sheikoi

  - Etmopterus (Rafinesque, 1810) – 34 faj
    - Etmopterus baxteri
    - Etmopterus bigelowi
    - törpe kutyacápa (Etmopterus perryi)
    - Etmopterus brachyurus
    - Etmopterus bullisi
    - Etmopterus carteri
    - Etmopterus caudistigmus
    - Etmopterus compagnoi
    - Etmopterus decacuspidatus
    - Etmopterus dianthus
    - Etmopterus dislineatus
    - Etmopterus evansi
    - Etmopterus fusus
    - Etmopterus gracilispinis
    - Etmopterus granulosus
    - Etmopterus hillianus
    - Etmopterus litvinovi
    - Etmopterus lucifer
    - Etmopterus molleri
    - Etmopterus polli
    - nagy lámpáscápa (Etmopterus princeps)
    - Etmopterus pseudosqualiolus
    - sima lámpáscápa (Etmopterus pusillus)
    - Etmopterus pycnolepis
    - Etmopterus robinsi
    - Etmopterus schmidti
    - Etmopterus schultzi
    - Etmopterus sentosus
    - Bársonyoshasú lámpáscápa (Etmopterus spinax)
    - Etmopterus splendidus
    - Etmopterus tasmaniensis
    - Etmopterus unicolor
    - Etmopterus villosus
    - Etmopterus virens

  - Miroscyllium (Shirai & Nakaya, 1990) – 1 faj
    - Miroscyllium shiekoi

  - Trigonognathus (Mochizuki & Ohe, 1990) – 1 faj
    - Trigonognathus kabeyai

- Oxynotidae (Gill, 1872) – 1 nem tartozik a családhoz
  - Oxynotus (Rafinesque, 1810) – 4 faj
    - Oxynotus bruniensis
    - Oxynotus caribbaeus
    - disznócápa (Oxynotus centrina)
    - vitorlás disznócápa (Oxynotus paradoxus)

- Somnosidae Jordan, 1888 – 4 nem tartozik a családhoz
  - Centroscymnus (Bocage & Capello, 1864) – 5 faj
    - portugál cápa (Centroscymnus coelolepis)
    - hosszúorrú tüskéscápa (Centroscymnus crepidater)
    - rövidorrú tüskéscápa (Centroscymnus cryptacanthus)
    - Centroscymnus macracanthus
    - Centroscymnus plunketi

  - Scymnodalatias (Garrick, 1956) – 1 faj
    - Scymnodalatias sherwoodi

  - Scymnodon (Bocage & Capello, 1864) – 4 faj
    - Scymnodon ichiharai
    - kisszájú macskacápa (Scymnodon obscurus)
    - spanyol tüskéscápa (Scymnodon ringens)
    - Scymnodon squamulosus

  - Somniosus Lesueur, 1818 – 5 faj

- Tüskéscápafélék (Squalidae) Blainville, 1816 – 2 nem tartozik a családhoz
  - Cirrhigaleus (Tanaka, 1912) – 2 faj
  - Squalus (Linnaeus, 1758) - 27